# Adiantum windischii
Adiantum windischii är en kantbräkenväxtart som beskrevs av Jefferson Prado. Adiantum windischii ingår i släktet Adiantum och familjen Pteridaceae. Inga underarter finns listade.